# Neuenburg (Kleinkems)
Die Neuenburg (Castrum Nuwenburg) ist eine abgegangene Burganlage in Kleinkems, einem Ortsteil der Gemeinde Efringen-Kirchen im Landkreis Lörrach in Baden-Württemberg.

## Geografische Lage
Die Höhenburg lag bei 291 m ü. NHN auf dem Gipfelplateau eines Bergsporns im Gewann Wallistannen etwa 1,3 Kilometer südöstlich des Dorfes Kleinkems nahe der ehemaligen Felsenmühle. Aufgrund der Nutzung als Steinbruch ist nicht nur die Burg, sondern auch der Bergsporn abgegangen.

## Geschichte
Es wird angenommen, dass bei Kembs (Cambete) ein römischer Rheinübergang existierte und ein solcher Übergang auch im Mittelalter – allenfalls mit leicht veränderter Lage – ebenfalls bestand. Die Burganlage könnte dem Schutz und der Kontrolle eines solchen Übergangs gedient haben. Aufgrund der Keramikfunde wird eine Nutzung schon im 12. Jahrhundert angenommen und Besitzer im 12. und 13. Jahrhundert soll das Fürstbistum Basel gewesen sein. Dies wird aus der Beschreibung einer Schenkung des Basler Bischofs Lüthold von Rötteln abgeleitet. Diese Annahme deckt sich mit einer Urkunde aus dem Jahr 1139 worin ein Erlewin von Wolfenweiler die dortige Kirche samt Reliquien und Teile seiner Besitzungen dem Kloster St. Peter auf dem Schwarzwald spendete. Als Zeuge der Schenkung treten nebst Teodericus de Rotenleim (Dietrich von Rötteln) zahlreiche Adelsgeschlechter aus der Gegend, darunter auch ein Dietrich von Neuenburg (Teodericus de Nuenburc) und ein Volkart von Neuenburg (Volchardus de Nuenburc), auf. Diese können aus zeitlichen Gründen nicht dem Neuenburg am Rhein zugeordnet werden, da dieses zu dieser Zeit noch nicht existierte. Ein „Erlewin de Niunburc - De pago Brisgaugiensi“ der hierher zuzuordnen ist, ist bereits aus einer Urkunde vom 2. Juni 1087 des Klosters Allerheiligen bei Schaffhausen bekannt. Er wird noch ein weiteres Mal am 7. Juni 1091 als „Erlewin de Niumbŏrch“ und 26. Februar 1092 sogar gemeinsam mit seinem gleichnamigen Sohn („Erlewin de Nuemburch. Erlewin filius eius“) genannt. Demnach dürfte das Alter der Burg sogar ins 11. Jahrhundert verlegt werden. Die Geschichtsforschende Gesellschaft der Schweiz ordnet dieses Geschlecht jedoch Nimburg bei Teningen zu. 1406 wird bereits eine abgegangene Burganlage in Kleinkems erwähnt, was sich auf die Neuenburg beziehen muss. Die Reste der Burganlage wurden am 18. Juli 1956 gesprengt.

## Beschreibung
Heute ist von der ehemaligen Burganlage nichts mehr verblieben, da sie 1956 bei der Erweiterung des Kalksteinbruchs gesprengt wurde.
1955 erfolgten noch Grabungen und eine Beschreibung des damaligen Zustandes unter der Leitung von Martin Wellmer.
Nach Osten wurde die 20 × 30 Meter große Anlage auf dem Sporn durch einen Halsgraben geschützt. Die Anlage bestand hauptsächlich aus einem runden Turm mit etwa 3,20 Meter dicken Mauern. Bei der Ausgrabung wurden die Mauern des Turms freigelegt, die noch mehrere Meter hoch waren. Das Mauerwerk war aus Kalkbruchstein. Mauer- und verkohlte Balkenreste führten zum Schluss, dass außer dem Turm noch ein weiteres Gebäude in der Anlage stand.
In einer Grube unter dem Turmfundament wurden Stücke hoch- und spätmittelalterlicher Gefäß- und Ofenkeramik gefunden.

## Irritationen
Es gibt Verwechslungen der Neuenburg mit der vermeintlichen Vollenburg.